# 克里斯托夫·维利巴尔德·格鲁克
克里斯托夫·维利巴尔德·里特·冯·格鲁克（德語：Christoph Willibald Ritter von Gluck，1714年7月2日—1787年11月5日），德国作曲家。

## 生平
在布拉格学习音乐，后去意大利学习歌剧创作，毕业后去英国旅行。1750年结婚后定居维也纳，四年后任宫廷歌剧院的乐队指挥，并创作了大量的意大利田园剧和法国喜歌剧，1762年，他在《奥菲欧与尤丽狄茜》中尝试改革，创立了一种新的意大利歌剧风格。其一生创作了一百余部歌剧，但当中很多已经遗失。作曲家在巴黎写的最后一部法语歌剧首演失败后回到维也纳，在那里逝世。

## 改革
格鲁克在融合了抒情悲剧因素的《奥菲欧与尤丽狄茜》中对歌剧进行了改革，他针对当时所流行的正歌剧形式中的弊端提出了改革的要求。他主张音乐应该克尽其以表情服务诗歌之职，也就是音乐为戏剧服务，简化音乐及情节，摒弃传统的炫技要求，提倡自然纯朴的表现。他强调歌剧要有深刻的内容，追求戏剧的真实性，并把原由古钢琴伴奏的宣叙调改为用管弦乐伴奏，以此缩短了宣叙调与咏叹调之间的差距。
可是他的这些改革并没有被人们所认可，歌剧上演后，人们较多关注的却是脚本作家Calzabigi，人们拿他和古希腊悲剧家索福克勒斯和英国人莎士比亚比较。但无庸置疑的是，正是格鲁克的改革奠基了现代歌剧的基础。他的这种风格并没有直接被后来的作曲家沿用，但影响了无数人，伯辽兹曾写文章论述他的“改革”歌剧，瓦格纳则上演过他的《伊菲姬尼在奥里德》的修订本。由于不被接受，所以格鲁克创作了三部“改革”歌剧后又回到了传统的老路上。三部中的另外两部是：
- 《阿尔切斯特》（1767年）和《帕里德与艾莱娜》（1770年）。
- 奥菲欧与尤丽狄茜（Orfeo ed Euridice）